# Алекси-Месхишвили, Владимир Сардионович
Владимир Сардионович Алекси-Месхишвили (Алексеев-Месхиев, Ладо Месхишвили; груз. ვლადიმერ [ლადო] სარდიონის ძე ალექსი-მესხიშვილი; 16 (28) февраля 1857 — 24 ноября 1920) — грузинский и российский театральный актёр и режиссёр, Народный артист Грузинской ССР (1930, посмертно).

## Биография
Родился 16 (28) февраля 1857 года в Тифлисе в семье врача. Поступил на медицинский факультет Московского университета. Из-за болезни вынужден был прервать обучение и вернулся в Тифлис. Занимался педагогической деятельностью, принимал участие в русских любительских спектаклях. С 1881 года в Тифлисской грузинской драматической труппе. В 1887‒1890 и 1906‒1910 годах играл в русских театрах, в том числе в Московском Художественном театре (1906—1907). В 1890—1896 и в 1910—1914 годах руководитель Тифлисского драматического театра, 1897—1906 годах — руководитель Кутаисского драматического театра. С 1890 года занимался режиссёрской деятельностью. В 1916—1918 снялся в нескольких кинофильмах («Отцы и дети», «Бог мести» и других).
Активно поддерживал революцию 1905—1907 годов. Поставил несколько спектаклей, содержащих идеи борьбы против социальной несправедливости («Кай Гракх» В. Монти, «Ткачи» Г. Гауптмана и другие), исполнил в них главные роли. Читал революционные стихи на митингах, участвовал в боях на баррикадах.
Как отмечает Театральная энциклопедия, «яркая эмоциональность сочеталась в игре Алекси-Месхишвили с реалистической разработкой, глубоким анализом ролей». Среди сыгранных ролей множество глубоко драматических и трагедийных образов: Леван Химшиашвили («Родина» Эристави), Гоча («Коварная Тамара» Церетели), Гайоз Пагава («Брат и сестра» Гуния), Юсов («Доходное место»), Незнамов («Без вины виноватые» Островского), Расплюев («Свадьба Кречинского»), Франц Моор («Разбойники» Шекспира), Гамлет (одноимённая трагедия Шекспира), Отелло (одноимённая трагедия Шекспира), Эдгар («Король Лир»), Кай Гракх (одноимённая пьеса Монти), Уриэль Акоста (одноимённая пьеса Гуцкова), Тартюф (одноимённая пьеса Мольера). Выступал с чтением «Записок сумасшедшего» Гоголя. Алекси-Месхишвили первым среди грузинских театральных режиссёров поставил вопрос о значении ансамбля. Среди его учеников множество видных театральных деятелей Грузии.
Алекси-Месхишвили был очень популярен в Грузии. Так, во время его болезни в 1903 году грузинская общественность собрала средства, чтобы отправить его на лечение в Вену.
Скончался в Тифлисе 24 ноября 1920 года. Похоронен в Дидубийском пантеоне.

## Семья
- Сын — Шалва Владимирович Алекси-Месхишвили (1884—1960), грузинский юрист и политик, министр юстиции Грузинской демократической республики (1918—1919).
- Внук — Владимир Шалвович Алекси-Месхишвили (1915—1978), советский архитектор.

## Память
В 1930 году к десятилетию со дня смерти Владимир Алекси-Месхишвили посмертно получил звание Народного артиста Грузинской ССР. В 1940 году его имя было присвоено Кутаисскому драматическому театру. Имя Алекси-Месхишвили носит одна из улиц Тбилиси.